# Liste der Monuments historiques in Prouilly
Die Liste der Monuments historiques in Prouilly führt die Monuments historiques in der französischen Gemeinde Prouilly auf.

## Liste der Immobilien
| Bezeichnung      | Beschreibung            | Standort          | Kennzeichnung | Schutzstatus | Datum | Bild           |
| ---------------- | ----------------------- | ----------------- | ------------- | ------------ | ----- | -------------- |
| Kirche St-Pierre | aus dem 12. Jahrhundert | Grande Rue (Lage) | PA00078770    | Classé       | 1912  | weitere Bilder |

## Liste der Objekte
| Bezeichnung                               | Beschreibung                                                                        | Standort                             | Kennzeichnung | Schutzstatus | Datum | Bild           |
| ----------------------------------------- | ----------------------------------------------------------------------------------- | ------------------------------------ | ------------- | ------------ | ----- | -------------- |
| Brüstung der Empore                       | Holz, 16. Jahrhundert                                                               | in der Kirche St-Pierre (Lage)       | PM51000659    | Classé       | 1908  |                |
| Gemälde Kreuzigungsgruppe                 | Ölfarbe auf Leinwand, 18. Jahrhundert                                               | in der Kirche St-Pierre (Lage)       | PM51001918    | Inscrit      | 1999  |                |
| Drei Skulpturen: Petrus und zwei Bischöfe | am Westportal; Stein, 14. Jahrhundert                                               | außen an der Kirche St-Pierre (Lage) | PM51000658    | Classé       | 1908  | weitere Bilder |
| Skulptur Johannes der Täufer              | Stein, 14. Jahrhundert                                                              | in der Kirche St-Pierre (Lage)       | PM51001915    | Inscrit      | 1999  |                |
| Wandvertäfelung                           | Holz, 16. Jahrhundert                                                               | in der Kirche St-Pierre (Lage)       | PM51000660    | Classé       | 1908  |                |
| Grabstein mit Kreuzigungsrelief           | Stein, bezeichnet 1555                                                              | in der Kirche St-Pierre (Lage)       | PM51000661    | Classé       | 1908  |                |
| Skulptur Heiliger Bernhard                | Stein, 14. Jahrhundert                                                              | in der Kirche St-Pierre (Lage)       | PM51001916    | Inscrit      | 1999  |                |
| Kreuzweg                                  | 14 Gemälde; Ölfarbe auf Leinwand, 1858 von François Clovis Hécart-Gaillot           | in der Kirche St-Pierre (Lage)       | PM51001716    | Classé       | 2002  |                |
| Taufbecken                                | Stein, 12. Jahrhundert                                                              | in der Kirche St-Pierre (Lage)       | PM51001717    | Classé       | 2002  | weitere Bilder |
| Skulptur Madonna mit Kind                 | Stein, farbig gefasst, 15. Jahrhundert                                              | in der Kirche St-Pierre (Lage)       | PM51001917    | Inscrit      | 1999  |                |
| Gemälde Heiliger Hieronymus               | Ölfarbe auf Leinwand, 19. Jahrhundert; François Clovis Hécart-Gaillot zugeschrieben | in der Kirche St-Pierre (Lage)       | PM51001919    | Inscrit      | 1999  |                |